# Neretvai csata
A neretvai csata (németül: „Fall Weiss”), más néven a „negyedik ellenséges offenzíva” (szerb-horvátul: Četvrta neprijateljska ofenziva/ofanziva) a tengelyhatalmak kombinált stratégiai offenzívája volt, amelyet a jugoszláv partizánok ellen indítottak a megszállt Jugoszláviában a második világháború alatt. Ez volt a második világháború egyik legjelentősebb összecsapása Jugoszláviában. Az offenzívára 1943 elején, január 20. és március közepe-vége között került sor. A tengelyhatalmi hadművelet arra késztette a partizánok legfelsőbb parancsnokságát, hogy életbe léptesse a Kelet-Hercegovina, Szandzsák és Montenegró felé irányuló terveit.
Ennek érdekében Tito megalakította az úgynevezett Operatív Főcsoportot, amelynek végül 1943. március közepén sikerült átverekednie magát a Neretván, különböző ellenséges alakulatokkal vívott harcok sorozata után. Más partizánalakulatoknak, az 1. horvát és az 1. bosnyák hadtestnek sikerült elkerülnie a tengely csapásait, és jelentős veszteségek ellenére visszaszerezniük a hadművelet kezdete előtt birtokolt terület nagy részét. Mivel a hadművelet utolsó szakasza a Neretva folyónál zajlott, Jugoszláviában a hadműveletet a Neretvai csata (Bitka na Neretvi) néven ismerték. Ezt a szakaszt a sebesültekért folytatott csata (Bitka za ranjenike) néven is ismerték.

## A hadművelet
1943 elején a bosnyák hegyek (Jugoszlávia) között vívták legnagyobb csatájukat a jugoszláv partizánok az egyesített német-olasz-csetnik (szerb nemzetiségű királypárti nacionalisták)-usztasák (horvát nemzetiségű nacionalisták) csapatokkal, amelyek igen nagy erővel vonultak fel és bekerítették őket. Hét gyűrűt vontak a partizánok (27 nemzetiségű összetételben harcoló helyi polgárok) köré. A náci akcióról az angol titkosszolgálat tudomást szerzett és 4 katonai tanácsadót ejtőernyővel eljuttatott még a csata előtt Tito marsallhoz, hogy értesítsék és segítséget nyújtsanak. Tito folyton mozgó bázisán a tárgyalások alatt tudatták vele, hogy titkos tárgyalásokban ígéretet kaptak az angolok, hogy ha megadja magát a nácik által üldözött jugoszláv vezetés és felhagy az ellenállással, akkor nem lesznek a lakosság ellen megtorlások és a jugoszláv (akkor még csak a szövetségesek által elismert) vezetőknek nem esik bántódásuk. Anglia mindent meg szeretett volna tenni, hogy ne veszítse el a partizánmozgalmat, mert több száz pilótájukat mentették meg a partizánok és  nagy katonai erőt foglaltak le az ellenséges oldalról, ami nagyon sokszor hiányzott a keleti fronton és az afrikai hadműveletekben. Nem mellékes, hogy Rommel nagy mértékben azért nem kaphatott utánpótlást Afrikában, mert a Balkánon nem tudták az utánpótlást folyamatosan biztosítani a partizánakciók miatt. A német hadigépezet egy egész hadsereget kellett, hogy állomásoztasson a Balkánon (300 000 katona) hogy tudják valamelyest ellensúlyozni az ellenállás erejét.
Az angol javaslat az volt, hogy adják meg magukat a partizán vezetők. Erre Tito marsall nem válaszolt, felállt és kihívta a 4 tanácsadót katonái közé és feltette nekik a kérdést, röviden vázolva a helyzetet. Katonái kinevették a náci ígéreteket, azok után, amit műveltek addig a helyi lakossággal. Az angol tanácsadók megdöbbenve látták, hogy a biztos halált választják.[forrás?]
A rendkívül hosszú, súlyos küzdelem után csellel  sikerült kitörniük a gyűrűből, ahol több olasz és magyar altiszt is átállt a partizánokhoz látván nagyon rossz oldalon harcolnak.[forrás?] A partizánok mozgalma, sebesültjeiket is kimentve és megőrizve erőiket egyre hatalmasabbra duzzadt és a sztálingrádi csata kimenetelét is nagyban befolyásolta, mert a náci hadsereg nem tudott könnyedén kiszabadulni a Balkánról, hogy támogatást adhasson Paulusnak Sztálingrádnál.
Sok mai szakértő szerint ez a csata kovácsolta egybe a nagyon sokszínű, kultúrájú és nyelvű Jugoszláviát.[forrás?]

## Játékfilmek
- 1969: A neretvai csata, eredeti címén Bitka na Neretvi, jugoszláv–olasz–NSZK–amerikai film, rendezte Veljko Bulajić, főbb szereplők Yul Brynner, Hardy Krüger, Curd Jürgens, Orson Welles, Franco Nero, Szergej Bondarcsuk, Ljubiša Samardžić
- 1973: Sutjeska (más címen Az ötödik támadás), jugoszláv film, írta Szergej Bondarcsuk, rendezte Stipe Delić, főbb szereplők Richard Burton (mint Tito), Irene Papas, Ljuba Tadić.